# Rosa Argelaguet i Isanta
Rosa Argelaguet i Isanta (Sallent, 1958 – Manresa, 30 de gener de 2020) va ser una enginyera i política catalana que va dirigir l'Escola Politècnica Superior d'Enginyeria de Manresa (EPSEM) de la Universitat Politècnica de Catalunya (UPC).
Va estudiar enginyeria tècnica electrònica i posteriorment enginyeria industrial especialitat electricitat. L'any 1996 assolí el grau de doctor enginyer per la UPC amb la tesi titulada «Estudio de límites de prestaciones y robustez de controladores lineales con estructura fija» en l'àmbit de l'automàtica i el control industrial.
La seva carrera professional va estar vinculada a la UPC. Va ser professora de Escola Tècnica Superior d'Enginyeries Industrial i Aeronàutica de Terrassa i de l'EPSEM. Va ocupar diversos càrrecs acadèmics importants. Vicerectora de Docència y Estudiantat (1998-2001) sota el mandat del rector Jaume Pagès. Directora del Departament de Disseny i Programació de Sistemes Electrònics, de on va impulsar el grau d'Enginyeria en Sistemes TIC que va començar a impartir-se a l'EPSEM el curs 2010-2011. El 2014 va ser elegida directora de l'EPSEM i el 2018 en va ser reelegida, smb el suport del 82,2 per cent dels vots.
També va impulsar la impartició de continguts en anglès en els estudis d'electrònica per tal d'afavorir en l'alumnat la mobilitat i la competitivitat. El curs 2010-2011, l'equip de catorze professors i professores del Departament de Disseny i Programació de Sistemes Electrònics de l'EPSEM, del qual Argelaguet formava part, van rebre el 17è Premi a la Qualitat en la Docència Universitària del Consell Social de la UPC en la modalitat «Premi a la iniciativa docent» pel disseny del grau en Enginyeria de Sistemes TIC.
En política, durant anys va ser militant del Partit dels Socialistes de Catalunya, que va abandonar el novembre de 2017 a causa de l'aplicació a Catalunya de l'article 155 de la Constitució espanyola de 1978. Aleshores era regidora de l'Ajuntament de Sallent, poble on va néixer i residia. En les eleccions municipals de 2019 va participar en la candidatura Junts x Sallent. Anteriorment havia estat regidora de l'Ajuntament de Manresa. Va defensar projectes del territori com el Geoparc de la Catalunya Central i va ser impulsora de la xarxa de fibra òptica a Sallent. Va ser una de les persones signants del manifest «El dia 1 d'octubre, nosaltres votarem Sí» de la plataforma «Manresa pel Sí».
Rosa Argelaguet va morir el 30 de gener de 2020 a causa d'un accident vascular cerebral que va patir dos dies abans i del qual no es va poder recuperar.

## Reconeixements
El desembre de 2020 l'Ajuntament de Manresa va decidir, per unanimitat, crear el Premi Rosa Argelaguet i Isanta - Premi del Campus Manresa per «reconèixer, promocionar i sensibilitzar el paper d'aquelles dones que han contribuït activament en alguna activitat d'investigació, de divulgació o de docència en l'àmbit de les ciències». El premi és alhora un reconeixement a la figura de Rosa Argelaguet.